# Juliana Galvis
María Juliana Galvis Valdivieso (Bucaramanga, Santander, Colombia, 18 de agosto de 1981) es una actriz,  modelo y presentadora de televisión colombiana.

## Biografía
Nació en Bucaramanga, hija de Beatriz Valdivieso.
Antes de iniciar su carrera en la televisión colombiana, Juliana estudió Administración de Empresas y es egresada de la Universidad Autónoma de Bucaramanga; sin embargo, como ella misma lo ha manifestado en diversas entrevistas, desde antes de graduarse del colegio se sentía muy atraída por las artes escénicas y la presentación, lo cual la convirtió desde muy niña en un referente en la televisión regional del oriente (Canal TRO) en su tierra natal, presentando todo tipo de programas desde los 16 años, no obstante Galvis decidió estudiar administración porque su familia veía la actuación como un hobbie y no como una profesión. Es así como después de terminar sus estudios en la universidad, Juliana decide dejar a un lado su carrera profesional dedicarse de lleno a los medios de comunicación que la habían tentado desde que era una niña. Arranca en la televisión como presentadora del canal Televisión Regional del Oriente más conocido como Canal TRO en Bucaramanga a los 16 años, desempeñándose como presentadora de magazines, musicales, noticieros, programas de concurso, políticos y un sinfín de formatos que empezaron a desarrollar en la ciudad. En el 2003 participó en el reality de Noticias Uno que buscaba una presentadora de farándula, ocupando el tercer lugar; y ese mismo año debutó como actriz en la telenovela Me amarás bajo la lluvia con el personaje antagónico de Valentina Rincón. Desde entonces ha participado en distintas producciones a nivel nacional e internacional. Reside entre Colombia y México.

## Filmografía

### Televisión
| Año       | Título                               | Personaje                    | Rol                                         | Canal              |
| --------- | ------------------------------------ | ---------------------------- | ------------------------------------------- | ------------------ |
| 2023-2025 | Perfil falso                         | Tina Salazar Romero          | Reparto Principal (Temporada 1-2); Serie TV | Netflix            |
| 2022      | Hasta que la plata nos separe        | Karen Nicholls               | Reparto Secundario; Telenovela              | Telemundo          |
| 2020-2021 | Pa' quererte                         | María Dolores "Lola" Montero | Reparto Principal; Telenovela               | Canal RCN          |
| 2020-2025 | La venganza de Analía                | Carolina Valencia            | Antagonista; Telenovela                     | Caracol Televisión |
| 2020      | Decisiones: unos ganan otros pierden | Alma                         | Protagonista; Serie Web                     | Telemundo          |
| 2020      | Confinados                           | Lulu Suárez                  | CoProtagonista; Telenovela                  | Canal RCN          |
| 2019-2020 | El general Naranjo                   | Claudia Luque                | Protagonista; Telenovela                    | Fox Premium        |
| 2019      | La Junta                             | Martha                       | Antagonista; Telenovela                     | Canal Capital      |
| 2018      | La bella y las bestias               | Alejandra                    | Invitada especial; Telenovela               | Univision          |
| 2017      | La piloto                            | Amparo Ruiz                  | Invitada especial; Telenovela               | Univision          |
| 2017      | Guerra de ídolos                     | Daniela Davis                | Reparto Secundario; Telenovela              | Telemundo          |
| 2016      | Sinú, río de pasiones                | Luisa                        | Invitada especial; Telenovela               | Caracol Televisión |
| 2015-2016 | Anónima                              | Claudia Pardo De Rocha       | Antagonista; Telenovela                     | Canal RCN          |
| 2015      | Fantasma                             | Vanessa                      | Protagonista; Telenovela                    | Canal TRO          |
| 2014-2015 | El laberinto de Alicia               | Silvia Vega                  | Coprotagonista; Telenovela                  | Canal RCN          |
| 2013      | Soberbia                             | Matilde                      | Protagonista; Telenovela                    | Canal TRO          |
| 2012-2013 | Corazones blindados                  | Subteniente Silvia Pardo     | Reparto Principal; Telenovela               | Canal RCN          |
| 2012      | La ruta blanca                       | Alicia Holguín de Mejía      | Coprotagonista; Telenovela                  | Cadena Tres        |
| 2011      | A corazón abierto                    | Aurora Suárez                | Invitada especial (Temp 2); Telenovela      | Azteca Trece       |
| 2011      | Los caballeros las prefieren brutas  | Silvia                       | Invitada especial; Telenovela               | Caracol Televisión |
| 2010-2011 | La Pola                              | María Ignacia de Valencia    | Antagonista; Telenovela                     | Canal RCN          |
| 2010-2011 | Hilos de amor                        | Lina Durán                   | Antagonista; Telenovela                     | Caracol Televisión |
| 2010      | A corazón abierto                    | Eliana                       | Invitada Especial (Temp 1); Telenovela      | Canal RCN          |
| 2010      | El encantador                        | Luisa Solarte                | Protagonista; Telenovela                    | Caracol Televisión |
| 2008      | Mujeres asesinas                     | Marina                       | Unitario; Serie Web                         | Canal RCN          |
| 2008      | El cartel de los sapos               | Eliana Saldarriaga           | Reparto Principal; Telenovela               | Caracol Televisión |
| 2008      | Aquí no hay quien viva               | Carolina McCallister         | Protagonista; Telenovela                    | Canal RCN          |
| 2007-2008 | Pura sangre                          | Silvia Vallejo               | Reparto Principal; Telenovela               | Canal RCN          |
| 2006-2007 | La ex                                | Grettel Otero Rosas          | Reparto Principal; Telenovela               | Caracol Televisión |
| 2005-2006 | El pasado no perdona                 | Ximena León                  | Antagonista; Telenovela                     | Canal RCN          |
| 2004-2005 | Me amarás bajo la lluvia             | Valentina Rincón             | Antagonista; Telenovela                     | Canal RCN          |

## Presentadora
| Año  | Título                                                                                    | Rol          | Canal          |
| ---- | ----------------------------------------------------------------------------------------- | ------------ | -------------- |
| 2022 | Tr3inta y 2, regionalmente nuestro Federación Nacional de Departamentos (FND) de Colombia | Presentadora | Varios Canales |
| 2003 | Noticias Uno: Se Busca                                                                    | Presentadora | Canal Uno      |
| 2002 | No me lo cambie                                                                           | Presentadora | Canal A        |
| 2001 | En vivo 8 PM                                                                              | Presentadora | Canal TRO      |
| 2000 | Punto de Encuentro                                                                        | Presentadora | TV Andina      |
| 2000 | Noticias TRO                                                                              | Presentadora | Canal TRO      |
| 2000 | Soñando con tu música                                                                     | Presentadora | Canal TRO      |
| 1999 | Tierra de aventuras                                                                       | Presentadora | Canal A        |
| 1999 | En la Mira                                                                                | Presentadora | Canal TRO      |
| 1999 | Casos y cosas                                                                             | Presentadora | Canal TRO      |
| 1996 | Fábrica de la alegría                                                                     |              | Canal TRO      |

## Reality
| Año  | Título               | Rol          | Canal          |
| ---- | -------------------- | ------------ | -------------- |
| 2023 | MasterChef Celebrity | Participante | Canal RCN      |
| 2017 | Soldados 1.0         | Participante | RCN Televisión |
| 2003 | Se Busca             | Participante |                |

## Cine
| Año  | Título           | Personaje | Nota                       |
| ---- | ---------------- | --------- | -------------------------- |
| 2025 | Donde tu quieras | Francy    | Director: William Barragán |
| 2009 | Infraganti       | Ximena    | Dago García Producciones   |
| 2007 | Mia              | Victoria  | Director: Felipe Villamil  |
| 2005 | Dermaníaca       | Mónica    | Director: Daniel Sánchez   |

## Teatro
| Año  | Título              | Personaje       | Nota                        |
| ---- | ------------------- | --------------- | --------------------------- |
| 2015 | Itinerario del amor |                 | Director: Fernando Gaitán   |
| 2012 | La recomendación    | Liliana Herrera | Director: Rodrigo Candamíl  |
| 2002 | Un día mejor        | Cristina        | Director: Mauricio Iragorri |

## Premios y nominaciones

### Premios India Catalina
| Año  | Categoría                        | Telenovela          | Resultado |
| ---- | -------------------------------- | ------------------- | --------- |
| 2013 | Mejor Actriz de Reparto de Serie | Corazones blindados | Nominada  |
| 2011 | Mejor Antagonista de novela      | La Pola             | Nominada  |

### Premios Tvynovelas
| Año  | Categoría                  | Telenovela    | Resultado |
| ---- | -------------------------- | ------------- | --------- |
| 2011 | Villana Favorita de Novela | La Pola       | Nominada  |
| 2011 | Villana Favorita de novela | Hilos de amor | Nominada  |

### Premios Chip Trendy
| Año  | Categoría                      | Telenovela            | Resultado |
| ---- | ------------------------------ | --------------------- | --------- |
| 2020 | Villana Favorita               | La venganza de Analía | Nominada  |
| 2020 | Mejor Antagonista de la década | La Pola               | Nominada  |

### Premios Choice Awards Colombia
| Año  | Categoría                      | Telenovela | Resultado |
| ---- | ------------------------------ | ---------- | --------- |
| 2016 | Mejor Actriz Favorita de Serie | Anónima    | Nominada  |

### Premios Chip Tv
| Año  | Categoría                              | Telenovela            | Resultado |
| ---- | -------------------------------------- | --------------------- | --------- |
| 2023 | Actriz Antagonista de serie web        | Perfil falso          | Ganadora  |
| 2020 | Villana Favorita de Telenovela o Serie | La venganza de Analía | Ganadora  |
| 2019 | Actriz Protagónica de Miniserie        | El general Naranjo    | Nominada  |
| 2011 | Mejor Actriz de Reparto de Serie       | Anónima               | Nominada  |